# Фегедеу (Флорештський район)
Фегедеу (рум. Făgădău) — село у Флорештському районі Молдови. Входить до складу комуни, адміністративним центром якої є село Вескеуць.

## Населення
За даними перепису населення 2004 року у селі проживали 64 особи.
Національний склад населення села:
| Національність | Кількість осіб | Відсоток |
| -------------- | -------------- | -------- |
| молдавани      | 36             | 56,3%    |
| українці       | 23             | 35,9%    |
| росіяни        | 5              | 7,8%     |
| Всього         | 64             | 100%     |